# داريل جاكسون (مهندس معماري)
داريل جاكسون (بالإنجليزية: Daryl Jackson)‏ هو مهندس معماري أسترالي، ولد في 7 فبراير 1937.